# Оріхово (Гагарінський район)
Оріхово (рос. Орехово) — присілок Гагарінського району Смоленської області Росії. Входить до складу Кармановського сільського поселення.
Населення — 34 особи (2007 рік). 